# Nicholas Campbell

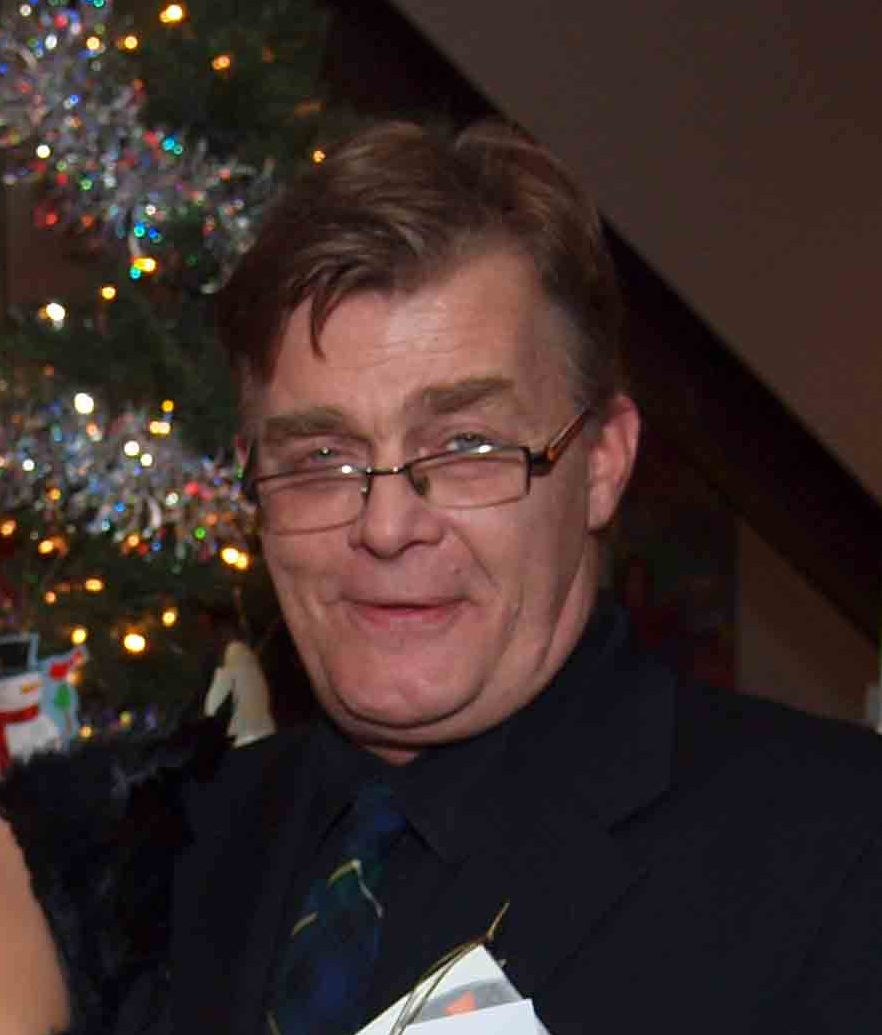
Nicholas Campbell 2010

Nicholas Campbell (* 24. März 1952 in Toronto) ist ein kanadischer Schauspieler, Drehbuchautor und Regisseur.

## Leben
Schon in seiner frühen Kindheit verließ die Familie seinen Geburtsort und zog nach Montreal. Später studierte Campbell am Upper Canada College in Toronto und an der Queen's University in Kingston zuerst Jura, dann aber wechselte er zu Englisch und Schauspiel. Danach studierte er in England am London Drama Studio und an der Royal Academy of Dramatic Art. Anfangs mit kleinen Rollen in Filmen und Fernsehserien, etablierte sich Campbell über die Jahre zu einem renommierten Haupt- und Nebendarsteller, der auch als Filmemacher und Autor tätig ist.

## Filmografie

### Kino (Auswahl)
- 1976:  Das Omen (The Omen)
- 1977: Die Brücke von Arnheim (A Bridge Too Far)
- 1977: James Bond 007 – Der Spion, der mich liebte (The Spy Who Loved Me)
- 1979: 10.000 PS – Vollgasrausch im Grenzbereich (Fast Company)
- 1979: Delta III – Wir wollen nicht zur Erde zurück (The Shape of Things to Come)
- 1979: Die Brut (The Brood)
- 1980: Overkill – Durch die Hölle zur Ewigkeit (Virus)
- 1981: Yesterday
- 1981: Dirty Tricks
- 1981: The Amateur
- 1982: Trapped, die tödliche Falle (Trapped)
- 1982: Killing 'em Softly
- 1982: Love
- 1983: Dead Zone
- 1985: Certain Fury
- 1985: Todespoker (Terminal Choice)
- 1986: Knights of the City
- 1987: The Pink Chiquitas
- 1987: Rampage
- 1991: The Big Slice
- 1991: Naked Lunch
- 1992: Schatten des Wolfes (Shadow of the Wolf)
- 1992: Stepping Razor: Red X (Dokumentarfilm, Regie und Drehbuch)
- 1992: Bordertown Café
- 1993: Champagne For Two
- 1994: Boozecan
- 1995: Butterbox Babies
- 1995: No Contest
- 1995: Jungleground
- 1996: The Boys Club
- 1998: The Sleep Room
- 1998: A Cool, Dry Place
- 1999: New Waterford Girl
- 2000: New Year's Day
- 2000: Saint Jude
- 2000: We All Fall Down
- 2001: Prozac Nation – Mein Leben mit der Psychopille (Prozac Nation)
- 2001: Turning Paige
- 2004: Siblings
- 2005: Das Comeback (Cinderella Man)
- 2007: 14 Days in Paradise
- 2008: Inconceivable
- 2009: Der Schrei der Eule (The Cry of the Owl)
- 2009: Love and Savagery
- 2009: Wake
- 2010: Unrivaled
- 2011: Goon – Kein Film für Pussies (Goon)
- 2011: I'm Yours
- 2012: Antiviral
- 2013: Algonquin
- 2013: Cubicle Warriors
- 2013: Backcountry – Gnadenlose Wildnis (Backcountry)
- 2015: The Rainbow Kid
- 2015: Unearthing
- 2016: The Addition
- 2016: Unless
- 2017: Das Erwachen des Zodiac-Mörders (Awakening the Zodiac)
- 2017: Never Steady, Never Still
- 2017: The Sound
- 2018: Rabbit
- 2020: Books of Blood
- 2021: Hands that Bind

### Fernsehen (Auswahl)
- 1977: Come Back, Little Sheba
- 1983: Der Hitchhiker (The Hitchhiker, drei Folgen)
- 1985: Airwolf
- 1985: Nachtstreife (Night Heat, eine Folge)
- 1987: Diamonds
- 1987: Hoover vs. The Kennedys (Miniserie)
- 1995: Highlander (eine Folge)
- 1995: Kung Fu: The Legend Continues (eine Folge)
- 1995: Dancing in the Dark
- 1998–2005: Da Vinci’s Inquest (Hauptrolle)
- 1999: Kill And Smile (Happy Face Murders)
- 2005: Da Vinci's City Hall (Hauptrolle)
- 2007: Intelligence (Regie, zwei Folgen)
- 2008: The Quality of Life (Fernsehfilm)
- 2008: The Englishman’s Boy
- 2008: Flashpoint – Das Spezialkommando (Flashpoint)
- 2008: The Border
- 2009: Murdoch Mysteries (eine Folge)
- 2010–2014: Republic of Doyle – Einsatz für zwei (Republic of Doyle, acht Folgen)
- 2010–2012: Haven (15 Folgen)
- 2012: Less Than Kind
- 2014, 2015: Rookie Blue (zwei Folgen)
- 2016: Heartland – Paradies für Pferde (Heartland, eine Folge)
- 2017: Black Mirror (Folge: Arkangel)
- 2017: Bad Blood
- 2017: Tin Star (zwei Folgen)
- 2018: Private Eyes (eine Folge)
- 2019–2021: Coroner – Fachgebiet Mord (Coroner, 31 Folgen)

## Auszeichnungen (Auswahl)
Nicholas Campbell gewann dreimal den Gemini Award und wurde weitere siebenmal für diesen renommierten Preis für seine schauspielerische Leistung nominiert.
Gemini Award
- 1998: Beste Leistung eines Schauspielers in einer Hauptrolle (Major Crime)
- 2001: Beste Leistung eines Schauspielers in einer Gastrolle (Blue Murder)
- 2008: Beste Leistung eines Schauspielers in einer Hauptrolle (The Englishman's Boy)

Leo Award
- 2009: Beste Darbietung eines männlichen Darstellers in einem Kurzdrama[4]

ACTRA Award
- 2009: Herausragende Leistung (The Englishman's Boy)

Canadian Screen Awards
- 2014: Bester Nebendarsteller in einer Comedyserie (Less Than Kind)